# Mqabba
Mqabba Málta egyik helyi tanácsa a nagy sziget déli részén. Lakossága 3021 fő. Nevének olasz írásmódja Micabba.

## Története
Ősidők óta fejtik a település határában található globigerinás mészkövet (ġebla tal-franka), amely a sziget fő építőanyaga. A római korban őrtorony épült a közelben, és az ókeresztény katakombák jelenléte lakott helyre utal (Tal-Mintna). Első temploma (Szent Bazil-templom) 1486 és 1515 között épült. 1598-ban Mqabba önálló egyházközség lett. Az új templom felépüléséig (1699) azonban a Szent Bazil volt a falu plébániatemploma. Brichelot és Bremond 1718-as térképe C(asal) Michabba néven jelöli. A Jeruzsálemi Szent János Ispotályos Lovagrend idején kórház épült a faluban, ma felújításra vár. A Mária mennybevétele-templom a második világháborút kivéve azóta tölti be a plébániatemplom szerepét. 1994 óta Málta egyik helyi tanácsa. A helyi tűzijátékgyár (St. Mary Fireworks Factory) 2006-ban megnyerte a Máltai Nemzetközi Tűzijáték Fesztivált, 2007-ben pedig a Rómában tartott Caput Lucis Tűzijáték Világbajnokságot is.

## Önkormányzata
Mqabbát öttagú helyi tanács irányítja. A jelenlegi, hetedik tanács 2013 márciusa óta van hivatalban, 3 munkáspárti és 2 nemzeti párti képviselő alkotja.
Polgármesterei:
- Emanuel Buttiġieġ (1994-2002?)
- Noel Galea (2002?-2005)
- Nicholas Briffa (2005-2008)
- Noel Galea (Nemzeti Párt, 2008-2013)
- leendő munkáspárti polgármester (2013-)

## Nevezetességei
- Kihalt állatfajok maradványaira bukkantak a közeli Ta' Xantin és Ta' Kandja kőfejtőkben
- Mária mennybevétele-plébániatemplom
- Szent Bazil-templom: az egykori plébániatemplom ma rendezvényközpont
- Torri Wilġa: 3. századi római őrtorony
- Vinċenti Tower: 1726-ban építtette Orfeo de Vincenzo. A II. világháború idején őrtoronynak használták, majd a felső részét lebontották, hogy ne zavarja a repülőforgalmat. Ma magántulajdonban van
- A faluban mór és spanyol stílusú, faragott homlokzatú házak

## Kultúra
Band clubjai:
- St Mary Band Club
- Our Lady of Lily Band Club

## Sport
Labdarúgó-csapatai:
- Mqabba Football Club: jelenleg a First Division tagja
- Mqabba Football Club Youth Nursery
- Mqabba Albions

## Közlekedés
Autóval megközelíthető a repülőtér alatti átjárón keresztül, vagy Siġġiewi felől.
Autóbuszjáratai (2011. július 3 után):
- 72 (Valletta-Qrendi)
- 117 (Repülőtér, körjárat)
- 118 (Repülőtér, körjárat)
- N71 (éjszakai, San Ġiljan-Mqabba)